# IF - Gli amici immaginari
IF - Gli amici immaginari (IF) è un film del 2024 scritto, diretto, co-interpretato e co-prodotto da John Krasinski.

## Trama
Bea, una dodicenne orfana di madre, si trasferisce nell'appartamento della nonna Margaret a New York mentre suo padre è in ospedale in attesa di un intervento al cuore. Una notte Bea esce a comprare un caricabatterie per la vecchia videocamera di sua madre, ma sulla via del ritorno si imbatte in una strana creatura che l'ha seguita fin da casa di sua nonna e che si rifugia in un appartamento all'ultimo piano. Il giorno successivo, Bea rivede la creatura accompagnata da un uomo di nome Cal. Li segue fino ad una casa vicina dove scopre una grande creatura viola pelosa chiamata Blue, un'altra simile ad una farfalla cartoonesca chiamata Blossom, la stessa vista la sera precedente e infine una salamandra con armatura i-tech e un guanto tecnologico a forma di chela di granchio di nome Salamander. Dopo essere svenuta a causa dello shock, Bea si risveglia nell'appartamento di Cal, lo stesso nel quale era entrata Blossom, dove le viene spiegato che lui lavora con gli amici immaginari, chiamati IF, per cercare di abbinarli a nuovi bambini poiché quelli originali sono cresciuti e li hanno dimenticati. Bea si rende conto che per qualche motivo è in grado di vedere gli IF e, dopo un'iniziale riluttanza, decide di aiutare Cal nel suo compito.
Cal porta Bea alla Memory Lane Retirement Home, una sorta di pensione per IF situata sotto una giostra a Coney Island, dove sono presenti vari amici immaginari rimasti senza bambino, incluso un IF invisibile di nome Keith su cui Cal inciampa continuamente. Qui Bea incontra Lewis, un anziano orso di peluche a capo della struttura che incita la ragazza a usare la sua immaginazione per riprogettare il luogo, riuscendoci e portando così una sferzata di allegria. Recatasi in seguito in ospedale a trovare suo padre, Bea viene motivata da un ragazzino infortunato di nome Benjamin, che aveva già incontrato e con cui aveva stretto amicizia, a cercare un IF per lui, ma purtroppo nessuno dei possibili candidati riesce ad essere visto dal bambino, fallendo quindi il tentato ricollocamento. Quella sera, dopo aver parlato con sua nonna, Bea riconosce Blossom in una foto di Margaret da giovane mentre si esibiva nella danza, capendo così che Blossom era proprio l'IF di sua nonna e decide quindi di provare a riunirle. Facendole ascoltare un vecchio disco, Bea riesce a far ricordare Blossom a Margaret, la quale riprende a ballare come faceva una volta, infondendo così speranza in Bea che decide di provare a riunire gli IF con i loro bambini originali.
Bea, Cal e Blue riescono poi a rintracciare Jeremy, il bambino originale di Blue, ormai adulto. Dopo un iniziale insuccesso, riescono a far riunire anche Jeremy con il suo IF, dando così fiducia all'uomo per una presentazione importante. Tornata a casa, Bea scopre che l'operazione di suo padre ha avuto delle complicazioni, ma non ha il coraggio di andare in ospedale per paura di dover dire addio anche a lui proprio come ha fatto con sua madre. Si reca perciò da Cal per chiedergli consiglio e l'uomo allora le dice di andare in ospedale non per dire addio al genitore, ma invece per raccontargli una storia. Bea decide di seguire il consiglio dell'amico e racconta a suo padre convalescente la propria storia, dicendogli che dopo la morte di sua madre ha provato a crescere per cercare di non soffrire più, ma che in realtà lei è ancora una bambina e che ha bisogno di lui. Grazie a ciò, suo padre finalmente riprende conoscenza, con grande gioia della ragazza. Successivamente però, Bea si rende conto di non riuscire più a vedere gli IF, scoprendo inoltre che l'appartamento di Cal è disabitato da diverso tempo.
Dopo la dimissione di suo padre dall'ospedale, Bea si prepara a tornare a casa. Mentre sta caricando le sue cose in auto, la ragazza ritrova un suo vecchio disegno in cui compare la sua famiglia insieme ad un uomo con cilindro e palloncini di nome Calvin. In quel momento Bea capisce che Cal altri non era che il suo vecchio IF, dimenticato dopo la morte della madre. Recatasi quindi nell'appartamento disabitato, Bea dice a Cal che avrà sempre bisogno di lui e, dopo aver chiuso gli occhi ed essersi concentrata, riesce a recuperare la capacità di vedere gli IF, ricongiungendosi così con Cal in un commovente abbraccio. Successivamente, gli IF della Memory Lane Retirement Home si riuniscono con i loro bambini originali, incluso Keith, che si scopre essere l'IF del padre di Bea, mentre Benjamin, dimesso dall'ospedale, fa amicizia con il suo nuovo IF, un draghetto con gli occhiali e una gamba ingessata.

## Produzione
Le riprese del film, iniziate il 31 agosto 2022, sono terminate nel maggio 2023.

## Promozione
Il primo trailer originale del film è stato diffuso il 14 dicembre 2023, mentre la versione italiana il giorno seguente, 15 dicembre.

## Distribuzione
Inizialmente prevista per il 17 novembre 2023, è stata distribuita nelle sale cinematografiche statunitensi a partire dal 17 maggio 2024, e in quelle italiane dal 16 maggio dello stesso anno.

## Accoglienza

### Incassi
Il film ha incassato 111149917 $ in Nordamerica e 79159790 $ nel resto del mondo, per un totale di 190309707 $, di cui 2026393 € in Italia, con 324307 presenze.

### Critica
Su Rotten Tomatoes il 50% delle 206 recensioni è positivo, con un voto medio di 5.8 su 10. Su Metacritic il voto medio di 38 critiche è 46 su 100.